# Alexander Slotte
Mathias Alexander Slotte, född den 7 april 1861 i Nedervetil, död den 3 april 1927 i Helsingfors, var en finländsk författare, visdiktare och teaterkritiker.

## Biografi
Slotte var son till lantdagsmannen Carl Johan Slotte och Anna Elisabeth Varila. Brodern Karl Fredrik Slotte blev en känd fysiker. Hans dotter Anna Lisa var gift med den norska professorn i nynorska Johs. A Dale.
Slotte avlade studentexamen 1882, följt av teaterstudier i Tyskland och Danmark 1886. Han studerade vid Svenska Teaterns elevskola 1886–1887 och var scenisk ledare vid Svenska folkteatern i Helsingfors samt föreståndare och lärare vid dess elevskola 1902–1904. Under 1890-1907 skrev han teater- och litteraturkritik för Hufvudstadsbladet. Alexander Slotte var en av eldsjälarna bakom idén att skapa en finlandssvensk teater, med inhemska artister.
Alexander Slotte arbetade som folkskollärare i Helsingfors fr.o.m. 1888 och som lärare vid Konstföreningens centralskola 1890–1893. Sedan 1906 fungerade han som sekreterare i Finlands allmänna slöjdförening.
Som författare blev Alexander Slotte känd för sina folkliga skådespel. Han debuterade med det dramatiska stycket En svag stackare (1892). Diktsamlingarna Sånger och syner och Solskensfolk innehåller visor, som hör till de mest sjungna i Svensk-Finland. Diktsamlingen Sånger och syner (1918) innehåller flera texter till gamla folkmelodier, bland annat de senare allmänt sjungna Slumrande toner och Plocka vill jag skogsviol. Slotte skrev även folklivsskildringar.
Hans arkiv finns hos Svenska litteratursällskapet i Finland.

## Diskografi
- Glädjen den dansar : Alexander Slottes vackraste visor om älven, bygden och folket. CD. Finngospel FGCD-1003. 2006. - Tidigare utgiven som LP 1976.